# 印度高原鰍
印度高原鰍（學名：Triplophysa shehensis）為輻鰭魚綱鯉形目條鰍科高原鰍屬的其中一種。分布於亞洲印度查謨和喀什米爾邦、拉達克淡水流域，體長可達13.6公分，棲息在河川底層水域，生活習性不明。

## 扩展阅读
維基物種上的相關：印度高原鰍